# 篠井金山
篠井金山（しのいきんざん）は、栃木県宇都宮市篠井町に存在した鉱山。富井鉱山（とみいこうざん）とも称する。名前の通り金を産出していたが、第二次世界大戦後は銅鉱山として操業していた。この鉱山により、篠井は「金山千軒、徒千軒」と称する繁栄を見たと伝えられる一方、歴史上多くの者が採掘に乗り出しては失敗した。1973年（昭和48年）に閉山したものの、採掘時に歌われた「篠井の金掘唄」は、宇都宮市の無形文化財の指定を受け、歌い継がれている。

## 歴史

### 中世

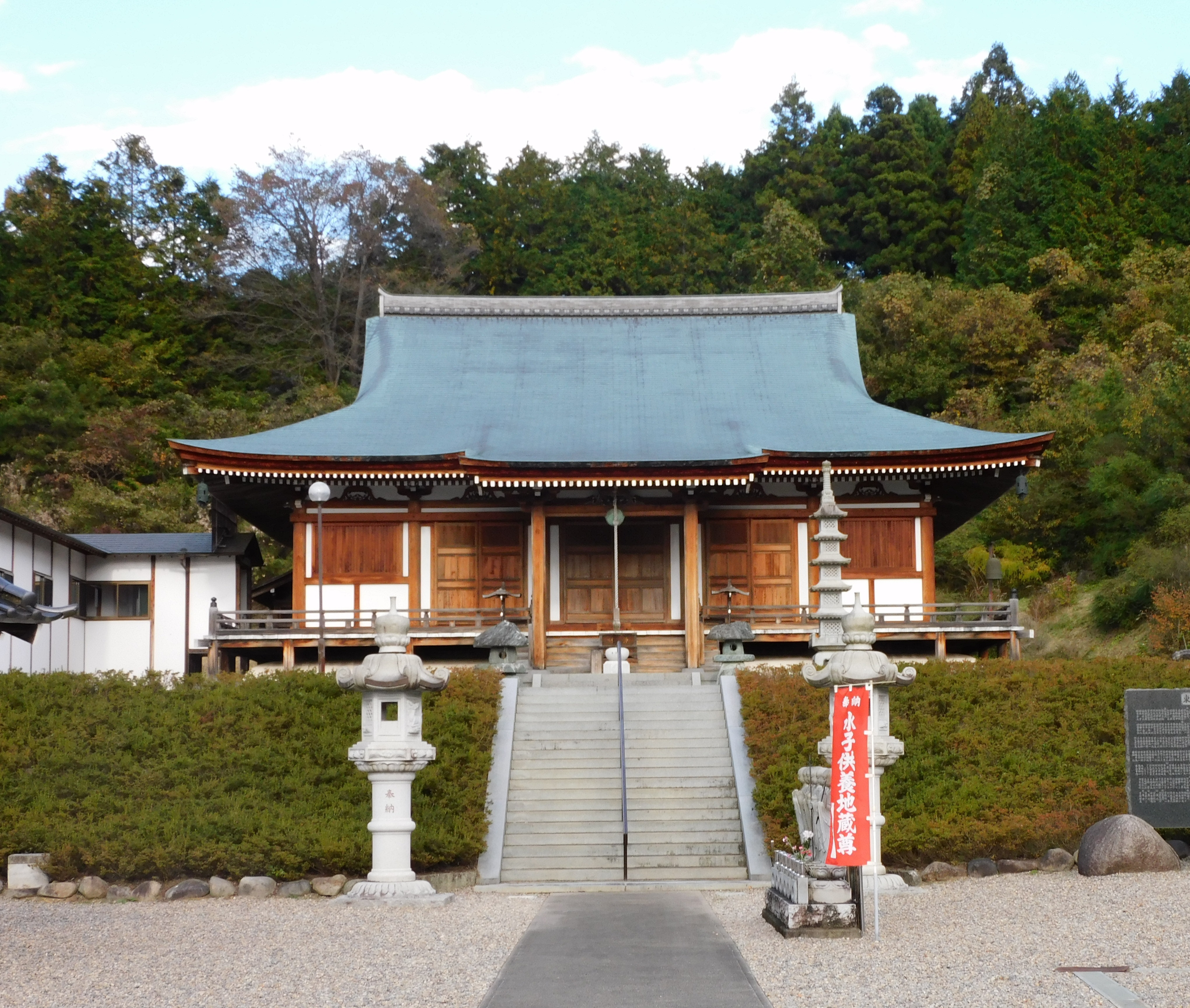
東海寺

いつから採掘が始まったのか、どの程度の金を産出したのか、など不明点が多く残された鉱山である。その中で、戦国時代に佐竹氏が開発したとする説が有力ある。榛名山麓にある東海寺には、佐竹氏が長禄年間（1457年 - 1461年）に虚空蔵菩薩を常陸国那珂郡村松村（現・茨城県那珂郡東海村村松）の村松山虚空蔵堂から勧請し、境内に虚空蔵堂を建て金山の守護寺とした、とする伝説があり、その根拠の1つとされる。（ただし、東海寺と金山が無関係であるとする説や、元禄年間（1688年 - 1704年）に篠井金山で働く人が増えてきたために建立したとする説もある。）また郷土に伝わる篠井の金掘唄に「佐竹奉行は おれらの主よ」という一節があること、当地を支配した宇都宮氏と佐竹氏の間には姻戚関係があったこと、元亀3年12月（ユリウス暦：1573年1月）の南摩一揆鎮圧の際に宇都宮広綱が佐竹義重に応援要請し、ともに出陣したことも傍証となっている。佐竹氏は領地に八溝金山、栃原金山、南郷金山など複数の金山を有し、金の生産技術に長けていたため、宇都宮氏が佐竹氏に頼って金山開発を行ったというのである。宇都宮氏は日光山への備えとして日光街道沿いの6 kmという短区間に徳次郎城、下横倉城、寅巳山城、石那田城、猪倉城と過剰なほど支城を建設したが、真の目的は篠井金山を守るためだったという説もある。これらの支城や宇都宮氏の新たな居城である多気城の建設費、沼尻の合戦における2,000丁もの鉄砲の調達費は、金山から得られた利益を原資の一部としたとする見解がある。
古文書では「豊臣氏蔵納目録」に、慶長3年（1598年）に浅野弾正（浅野長政）が下野国宇都宮領の黄金山から金18枚（4両3分）を豊臣秀吉へ運上した旨が記録されている。浅野が宇都宮を治めたのは宇都宮国綱が改易された後のわずか半年間に過ぎない上、宇都宮領内で篠井金山のほかに金を産出できる場所が存在しないことから、浅野が秀吉に納めた金は、宇都宮氏の統治時代に佐竹氏が篠井金山で採掘した金だった、とするのが通説である。なお佐竹氏は徳川家康により慶長7年（1602年）に出羽国秋田（現・秋田県秋田市）へ転封させられたことから、同時に篠井金山の採掘も中断したものと推定される。江戸時代初期にも採掘していたとする説もあるが、証拠となる史料は存在しない。

### 近世
篠井金山の記録が再び現れるのは、安政3年（1856年）のことである。この年の11月7日（グレゴリオ暦：1856年12月4日）、宇都宮藩は江戸幕府に対し、篠井村の男山・鳥ノ子で金を採掘する許可を求めた。時の宇都宮藩は戸田氏7.7万石であったが、自然災害や百姓の逃亡により、実際の年間収量は5万石程度だった。よって藩の財政は厳しく、再建策もうまく運ばなかった。そうした折の天保6年4月（グレゴリオ暦：1835年4 - 5月）、山師の権右衛門が発見した新たな金鉱脈の事業化見通しを御金奉行が藩に報告し、安政3年（1856年）の採掘願い出に至るのであった。
採掘の許可は11月24日（西暦：12月21日）に下り、宇都宮藩は試掘の結果「いささかながら出金」したと報告し、幕府は御金改役所に金を納めれば買い取る旨を12月25日（1857年1月20日）に通達した。宇都宮藩は安政4年4月下旬（1857年5月）までに9貫（≒34 kg）の金を納め、本格的な採掘のために幕府の老中・堀田正睦に資金援助を申し入れた。同じく財政難にあえぐ幕府は、採掘した金からの利益で毎年800両ずつ返還するように、との条件を付けて4,000両を藩に貸し付け、その資金で資材を揃え、採掘するよう申し渡した。そして宇都宮藩は安政4年8月までに追加で11貫450匁（≒43 kg）の金を納めるとともに、更なる援助を願い出た。幕府は追加で1万1千両を藩に貸し付け、宇都宮藩は安政5年10月（1858年11月）に約1年分として22貫670匁（≒85 kg）の金を上納した。そして幕府に3度目の援助を申し入れ、11月15日（西暦：12月19日）に1万5千両の貸し付け許可を受けた。これにて篠井金山の記録は途絶え、わずか2年で採掘事業は終了した。
宇都宮藩の記録によれば、末期には家臣から金細工や太刀・鎧など金を使っているものを供出させ、集めた金を鉱山師の佐々木貞右衛門が金塊へと吹き直し、幕府に納めたといい、資金援助を求める理由として地盤が悪い上に出水が多いことを繰り返し挙げていた。この記録をめぐっては、次のような解釈が試みられている。1つは資金難や採掘技術の未熟により、金山経営に失敗したとする説である。この説では、家臣から集めた金を金塊に吹き直したのは苦肉の策であったと解釈する。もう1つは、幕府から借金をするために宇都宮藩の家老・県勇記が仕組んだ芝居だったとする説である。この説では家臣から集めた金を金塊に吹き直したのは幕府を騙してお金を借りるためであり、地盤が悪い上に出水が多いことから、宇都宮藩は最初から本格的に採掘するつもりはなかったと解釈する。いずれにせよ、幕府が倒れ、藩が解体されたことにより、借金問題は有耶無耶になった。

#### 採掘方法
機械のなかった当時、露頭に正方形の穴を開け、その中に松明を掲げて入り、鉱石を採取し、石臼で挽くという方法で採掘していた。この時に使っていたとされる石臼が東海寺や、近隣の農家に残されている。この臼は直径30 - 40 cmほどで、いくつか現存するものの、上部か下部のどちらかのみの場合がほとんどで、両方セットで残っているのはまれである。

### 近現代
明治維新後、新政府の金融財政を担当した由利公正が外国人技師を引き連れて採掘に乗り出したものの、事業は軌道に乗らなかった。その後、1894年（明治27年）に三井鉱山が機械を導入して大規模な採掘事業に挑んだが、2 - 3年ほどで失敗に終わった。そして、大篠鉱山、日立鉱山、日東鉱山と採掘者を変えながら受け継がれていったが、いずれの事業者も成功を収めることはなかった。1943年（昭和18年）には金鉱山整備令によりすべての金鉱山が閉山・休山となったため、採掘が停止した。
1955年（昭和30年）、東邦亜鉛が「富井鉱山」として探鉱を再開したが、1973年（昭和48年）に廃坑した。第二次世界大戦後に再開した栃木県の金山はいずれも金鉱山としては再生せず、銅や亜鉛などの採取に代わり、富井鉱山も銅鉱山として稼働していた。東邦亜鉛による粗鉱の産出量は合計で約8.7万トンであった。1977年（昭和52年）時点では、坑道から流れる銅を含んだ地下水を中和するために石灰の投入が続けられていた。
現地には採掘当時の坑道口が残っているが、危険なためすべて塞がれている。榛名山周辺に整備された登山道で金山跡に通じるものはなく、金山跡へ向かう道は荒廃し、たどり着いても金山跡は危険を伴う。採掘事業は停止しているが、採掘権は消滅していないため、権利を持たない者が自由に採掘することはできない。

## 地質
東海寺から南東へ榛名山の方へ進み、V字谷を奥へと進んだところに金山跡がある。鉱山開発された場所は時代によって異なり、榛名山、男山、本山など篠井町南東部の丘陵地帯（篠井富屋連峰）一帯に5 - 6か所の鉱山跡がある。坑口の高さは0.7 - 2 mと大小さまざまで、すべて塞がれている。また篠井の賑いを伝える「金山千軒、徒千軒」（かなやませんげん、かちせんげん）の地が小字「カチマチ」として残存し、付近には当時の野仏がいくつか確認できる。

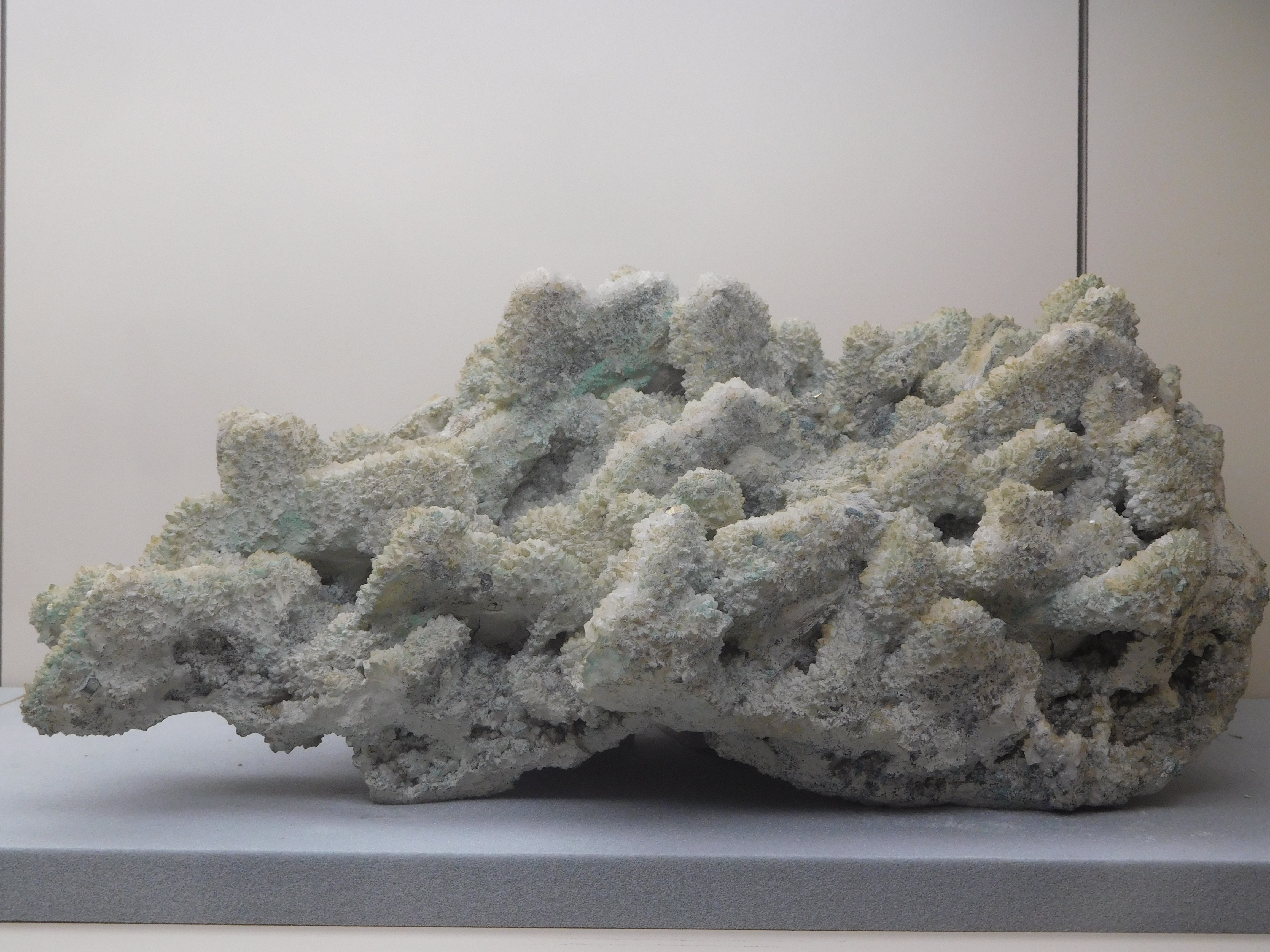
富井鉱山で産出された石英（ヌケガラ）

鉱山の地質は主に第三紀の流紋岩で、採掘対象は流紋岩の中に含まれるものだけであった。ほかにも緑色凝灰岩や凝灰角礫岩、砂岩が分布する。採掘されてきた主な鉱物は、自然金や黄銅鉱であり、石英、輝蒼鉛鉱、黄鉄鉱、赤鉄鉱、白鉄鉱、紫水晶（アメシスト）、閃亜鉛鉱、パリゴルスキー石、自然銅も産出した。特に紫水晶は、先端部が淡い紫色を呈し、比較的太い水晶として産出するのが特徴で、鑑定番組で高い評価額が付いて注目されたことがある。
鉱脈は3度の鉱化作用を受けており、早期・中期・晩期に分類できる。早期は最初の鉱化作用を受けた鉱脈で、主に金と輝蒼鉛鉱を含む石英の鉱脈である。輝蒼鉛鉱と金は同時に含まれることから、輝蒼鉛鉱は金を発見するための目印として利用された。中期は2番目に鉱化作用を受けた鉱脈で、鉱山の下部に重晶石を生成した。晩期は最後に鉱化作用を受けた鉱脈で、鉱山の中部から下部にかけて黄銅鉱や閃亜鉛鉱を含んだ石英の鉱脈である。ここでは「ヌケガラ」と呼ばれる空洞ができた石英が採掘できる。「ヌケガラ」は中期にできた重晶石の周りを晩期の石英が取り囲み、重晶石が溶けてでき上がったものである。鉱山の上部は最初の鉱化作用のみを受け、下部は過去3度の鉱化作用すべてを受けている。

## 篠井の金掘唄
篠井の金掘唄（しのいのかなほりうた）は、篠井金山の坑夫が採掘時に歌った作業歌。起源は寛文年間（1661年 - 1673年）とされる。篠井金山は休山・閉山を繰り返してきたが、金掘唄は継承され続けてきた。ただし歌詞や節は時代による変遷があり、金掘唄を元にした「草刈り唄」も作られた。1963年（昭和38年）に宇都宮市指定無形文化財となった。歌詞にある「ガンガラ」は榛名山の別名である。